# وانغ زيلو
وانغ زيلو (بالصينية: 王子露؛ من مواليد 18 يونيو 2003) هي لاعبة جمباز إيقاعي صينية حاصلة على الميدالية البرونزية في بطولة آسيا للجمباز الإيقاعي 2023 في الجمباز الإيقاعي والطوق والفرق والميدالية البرونزية في دورة الألعاب الآسيوية 2022، تأهلت إلى الألعاب الأولمبية الصيفية في باريس بعد إعادة تخصيص مكان فرنسا البلد المضيف. مثلت الصين في دورة الألعاب الأولمبية الصيفية 2024، حيث شاركت في حدث الجمباز الإيقاعي الفردي للسيدات، وتأهلت للنهائيات وأنهت المسابقة في المركز السابع.

## روابط خارجية
- وانغ زيلو في الاتحاد الدولي للجمباز

- وانغ زيلو في موقع أوليمبيديا
- وانغ زيلو على إنستغرام